# NGTS-1
NGTS-1は、はと座の方向にある小さな赤色矮星である。見かけの等級は15.52で、非常に暗く、305ミリメートルの望遠鏡が必要となる。2017年に発見された木星と同じくらいの大きさの太陽系外惑星が少なくとも1つあることが知られている。NGTS-1は初期のM型の赤色矮星に分類されている。NGTS-1の質量は太陽の61.7%で、半径は57.3%である。温度の低い矮星であるため、有効温度は3916ケルビンで、オレンジ色をしている。
| 太陽 | NGTS-1    |
| ---- | --------- |
| 太陽 | Exoplanet |

## 惑星系
赤色矮星であるNGTS-1には、1つのホット・ジュピターが発見されているが、これは通常では不可能のような惑星とされている。NGTS-1は、M型赤色矮星の惑星でトランジットを起こす惑星の中では最も巨大な惑星とされている。

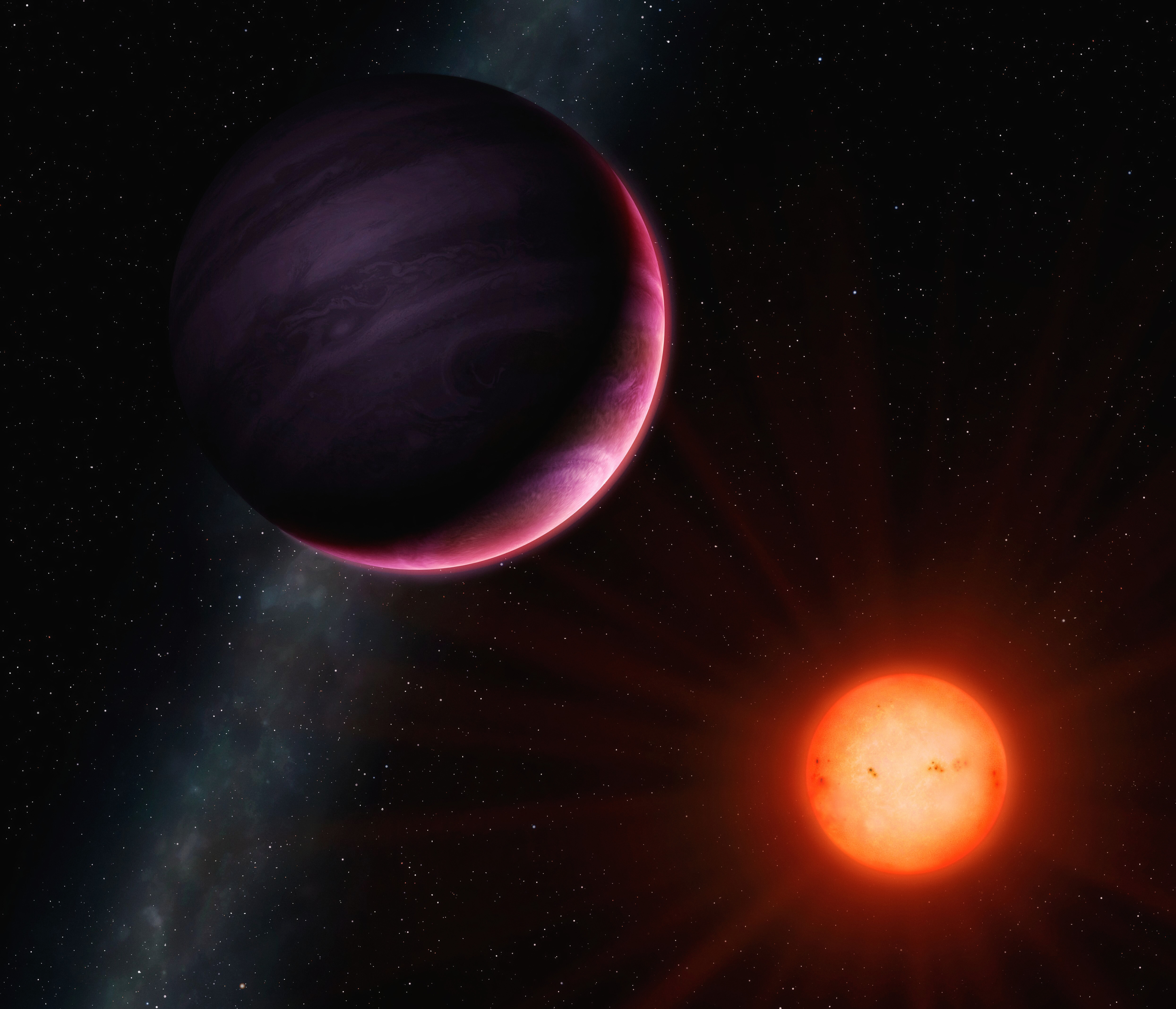
NGTS-1とNGTS-1bの想像図

| 名称 （恒星に近い順） | 質量                  | 軌道長半径 （天文単位） | 公転周期 (日)   | 軌道離心率         | 軌道傾斜角 | 半径               |
| --------------------- | --------------------- | ----------------------- | --------------- | ------------------ | ---------- | ------------------ |
| b                     | 0.812+0.066 −0.025 MJ | 0.0326±0.0047           | 2.647298±0.0002 | 0.016+0.023 −0.012 | 82.8±2.3°  | 1.33+0.61 −0.33 RJ |